# Phrae (provincie)
Phrae is een Thaise provincie in het noorden van Thailand. In december 2002 had de provincie 485.121 inwoners, waarmee het de 54e provincie qua bevolking in Thailand is. Met een oppervlakte van 6538,6 km² is het de 32e provincie qua omvang in Thailand. De provincie ligt op ongeveer 551 kilometer van Bangkok. Phrae grenst aan de provincies/landen: Phayao, Nan, Uttaradit, Sukhothai, Lampang. De hoofdstad is Phrae. Phrae ligt niet aan zee.

## Provinciale symbolen
|  | Het provinciale zegel toont een paard met op zijn rug de stoepa van Phra That Cho Hae. De provinciale vlag is verticaal verdeeld in groen/rood met een blauwe ronde schijf in het midden van de vlag, Hierop witte huizen met rode daken en een gouden stoepa. Dit embleem is dus niet het provinciale zegel. De provinciale boom/bloem is Chukrasia velutina (Thai: ยอมหิน yom hin). |

## Klimaat
De gemiddelde jaartemperatuur is 28 graden. De temperatuur varieert van 11,5 graden tot 39,8 graden. Gemiddeld valt er 1461,5 mm regen per jaar.

## Politiek

### Bestuurlijke indeling
De provincie is onderverdeeld in 8 districten (Amphoe).
| Amphoe 1. Phrae 2. Rong Kwang 3. Long 4. Sung Men 5. Den Chai 6. Song 7. Wang Chin 8. Nong Muang Kai |

## Prestatie-index
United Nations Development Programme (UNDP) in Thailand heeft sinds 2003 voor subnationaal niveau een Index van de menselijke prestatie (Human Achievement Index - HAI) gepubliceerd op basis van acht belangrijke gebieden van de menselijke ontwikkeling. Provincie Phrae neemt met een HAI-waarde van 0,6516 de 15e plaats in op de ranglijst. Dit is "hoog".
| Hoofdgroep                    | Aantal graadmeters | Ranglijst |
| ----------------------------- | ------------------ | --------- |
| Volksgezondheid               | 7                  | 71e       |
| Onderwijs                     | 4                  | 10e       |
| Werkomstandigheden            | 4                  | 35e       |
| Huishoudelijk inkomen         | 4                  | 51e       |
| Huisvesting en leefomgeving   | 5                  | 29e       |
| Familie- en gemeenschapsleven | 6                  | 8e        |
| Transport en communicatie     | 6                  | 14e       |
| Deelname aan politiek, enz.   | 4                  | 14e       |